# Manuscritos de la Septuaginta
La Septuaginta (LXX), antigua traducción alejandrina (últimos siglos antes de la era común) de las escrituras judías al griego koiné, existe en varias versiones manuscritas.

## Versiones

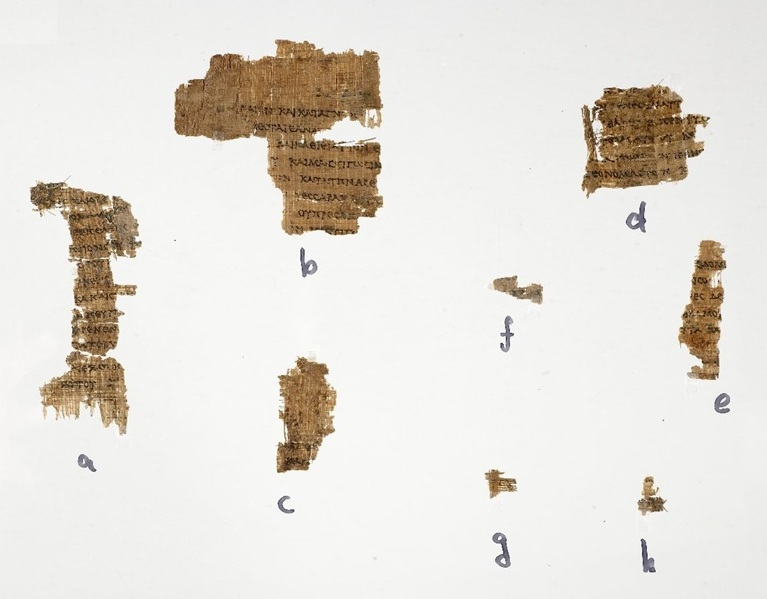
El Papiro Rylands 458: los fragmentos existentes del manuscrito más antiguo de la Septuaginta

Por el término "Septuaginta" se intiende generalmente, sin especificar la forma precisa, las Escrituras judías en griego antes de las versiones hechas por Aquila de Sinope, Símaco el ebionita y Teodoción en el siglo 2 d. C., después del uso por cristianos de la antigua Septuaginta en controversias con los judíos. Hay que distinguir claramente estas tres versiones (a veces llamadas las "hexaplaricas" por ser incluidas en los fragmentos de la Hexapla de Orígenes) de la Septuaginta.
Ya antes de nuestra era común se hacían revisiones o recensiones de la Septuaginta para acercarla al texto vigente en hebreo. Por eso los eruditos suelen distinguir estos desarrollos posteriores de lo que suponen ser la traducción griega original, que denominan el "Griego Antiguo" (en inglés "Old Greek", abreviado como "OG"). Uso de este término puede ser o ideal o práctico: idealmente, es el texto original griego, "tal como salió de la mano del traductor"; pero en la práctica, dado que el original por lo general no se conserva puramente, es la forma griega más antigua recuperable a través de la evidencia sobreviviente. 
La base de la traducción griega de la Septuaginta fue un texto hebreo que a veces se acercaba a la tradición heredada en el Texto Masorético, y a veces era bastante diferente. Se usa 𝔖 (S Fraktur) o 𝔖ed para indicar el texto presentado en una edición crítica, mientras que un investigador a veces usa 𝔖*, o "griego más original", para distinguir una lectura que cree más probablemente el original que la lectura presentada como 𝔖ed.

## Los más antiguos
Según Emanuel Tov, estos son los más antiguos manuscritos de la Septuaginta:
1. Papiro Rylands 458 (partes de Deuteronomio): siglo 2 a.c.
2. 4QLXXDeut (parte de Deuteronomio 11): mediados del siglo 2 a.c.
3. 4QLXXLeva (parte de Levítico 26): finales del siglo 2 o principios del siglo 1 a.c.
4. Papiro Fuad 266
  1. Papiro Fuad 266a (partes de Génesis): mediados del siglo 1 a.c.
  2. Papiro Fuad 266b (partes de Deuteronomio): mediados del siglo 1 a.c.
  3. Papiro Fuad 266c (partes de Deuteronomio): segunda mitad del siglo 1 a.c.
5. 7QpapLXX-Exod (parte de Éxodo 28): siglo 1 a.c.
6. 4Q LXX Levb (parte de Levítico 3, 4): siglo 1 a.c.
7. 4QLXXNum (parte de Números 3–4): siglo 1 a.c.
8. 8HevXIIgr (parte de los Profetas Menores): finales del siglo 1 a.c.
9. Papiro Oxirrinco 3522 (parte del Libro de Job 42): siglo 1 d. C.
10. Papiro Yale 1 (parte de Génesis 14): finales del siglo 1 d. C. ¿?

### Fragmentos de Rollos del Mar Muerto
Entre los Manuscritos del Mar Muerto, que en su gran mayoría son en hebreo o arameo, descubiertos en 1948, se encuentran también algunos en griego con textos de la Septuaginta. Eugene Ulrich seleccionó los siguientes como particularmente significativos.
- 4QLXXLeva (Lev 26:2-16), tercero de la lista de los más antiguos, está libre de las modificaciones en manuscritos posteriores destinadas a acercarlo al texto masorético y en ciertas palabras puede estar más cerca que la edición crítica del texto Griego Antiguo
- 4QLXXLevb (Lev 11:1-6:5), quinto entre los más antiguos, es el único con la palabra griego Ιαω para representar el tetragrámaton de la Biblis hebrea. Patrick Skehan calcula que en el Pentateuco (mas no en los libros proféticos, que originalmente tenïa κύριος) la Septuaginta inicialmente tenía Ιαω, mudado sucesivamente en יהוה (con letras normales hebreas), en el mismo nombre en letras arcaics hebreas, y finalmente en κύριος.[6][7] Esta propuesta es rechazada por Pietersma,[8] pero defendida por Ulrich.[5]
- 4QLXXNum (Núm 3:40–4:16), noveno entre los más antiquos, tiene particularidades que, como los otros dos mencionados, que pueden indicar mejor que la edición crítica el contenido del Griego Antigua
- 4QLXXDeut, número 2 de la lista de los más antiguos, cinco pequeños fragmentos, cuyo valor principal consiste en su antigüedad (que lo hace un rival de; Papiro Rylands 458), y en el hecho de demostrar que ya entonces el Libro del Deuteronomio se usaba en Qumran.
- 7QpapLXXExod (Éxod 24:4–7), séptimo entre los más antiguos, es demasiado pequeño para sacar conclusiones sobre su relación con el Griego Antiguo
- 8HevXII gr, décimo de los más antiguos, contiene muchas partes de lo Profetas Menores. Es una revisión del Griego Antiguo, que lo acercaba a un texto hebreo similar al Texto Masorético pero no idéntico. Era así un precursor de la versión de Aquila de Sinope.

### Manuscritos de la Septuaginta con Tetragrámaton

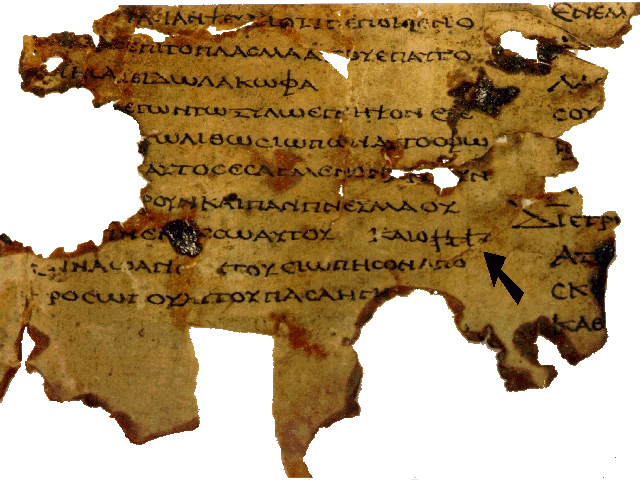
Fragmento del Rollo griego de los Profetas Menores de Nahal Hever, fechado entre el 50 a. C. y el 50 d. C.

En los manuscritos más antiguos de la Septuaginta se encuentra el tetragrámaton יהוה como el Papiro Oxirrinco 3522. Es de mediados del siglo II a. C. el más antiguos, el Papiro Rylands 458. En el texto del Rylands 458 el escriba regularmente dejaba espacios vacíos al final de versos y oraciones, quizás para facilitar la lectura en voz alta. En 1957 Paul E. Kahle (1875–1964) supuso que en uno de eses espacios estaba el tetragrámaton y en 1984 Albert Pietersma lo consideró posible, pero autores más recientes lo excluyen. En algunos pocos manuscritos posteriores de la Septuaginta, el escriba dejó espacios vacíos intencionalmente para que otro escribiese en eles el tetragrámaton en letras hebreas (Papiro Fuad 266b) o κύριος (Papiro Oxyrrinco 656).
Es del mismo período el segundo manuscrito por antigüedad, el 4QLXXDeut. El tercero, el 4QLXXLeva, es de finales del siglo 2 o inicio del siglo I a. C.. 
Como cuarto y quinto vienen dos manuscritos de mediados del siglo I a. C., que pueden ser del mismo escriba: Papiro Fuad 266a y Papiro Fuad 266b. En el primero de estos no hay ningún verso en el que el tetragrámaton יהוה aparece en el texto hebreo correspondiente. En el segundo, el escriba original dejó vacíos muchos espacios en los que otro escriba insirió más tarde el tetragrámaton escrito en letras normales hebreas. Este papiro, hallado en Egipto, siempre vierte el nombre divino por el Tetragrámaton escrito en caracteres hebreos cuadrados.
De los restantes manuscritos del siglo 1 a. C., el manuscrito 4Q120 (4QpapLXX-Levb) tiene en correspondencia al tetragrámaton del texto masorético el nombre griego Ιαω (Iaō) en Lev 3:12 y 4:27; el Rollo griego de los Profetas Menores de Nahal Hever (obra de dos escribas distintos) y el Papiro Oxirrinco 3522 tienen el tetragrámaton en caracteres paleoebreos.
Así, de los 12 manuscritos más antiguos hasta ahora descubiertos, fechados desde el siglo 2 a. C. hasta el siglo 1 d. C., tres vierten el tetragrámaton con el mismo tetragrámaton hebreo en medio del texto griego, uno usa Ιαω, los otros no tienen indicación de cómo se representaba en la Septuaginta el tetragrámaton.
De los siguientes 12, fechados desde finales del siglo 1 hasta inicios del siglo 3, diez claramente usan κύριος, los otros dos no contienen versos en los que el tetragrámaton aparece en el correspondiente verso hebreo, pero uno de estos dos usa nomina sacra. Y de los 25 próximos, que al más tardar son del siglo 3, 15 tienen κὐριος, 9 (de los que 4 usan nomina sacra) son sin correspondiente verso hebreo con יהוה, y uno (Papiro Oxirrinco 1007) vierte el tetragrámaton por una yud doble en Gn 2:8, 18.

## Término "Antiguo Testamento"
El título "Antiguo Testamento", se acredita por tradición a Tertuliano, es un término variable que denota a la Biblia hebrea, especialmente a aquellos libros que comprenden la primera mitad del cristiano Canon bíblico. La traducción más antigua del Antiguo Testamento al griego koiné es llamada la Septuaginta, la cual continúa siendo la versión oficial del Antiguo Testamento usada en la Iglesia ortodoxa. La traducción de la Septuaginta se completó poco antes del nacimiento de Jesús. El y los Apóstoles citaron con mucha frecuencia, pero sin llamarlo Antiguo Testamento. 
Esto no era fuera de lo común, hasta que el Nuevo Testamento se escribió  en griego; y los manuscritos más antiguos que sobreviven están escritos en griego.

## Lista de manuscritos de la Septuaginta

### Catalogación

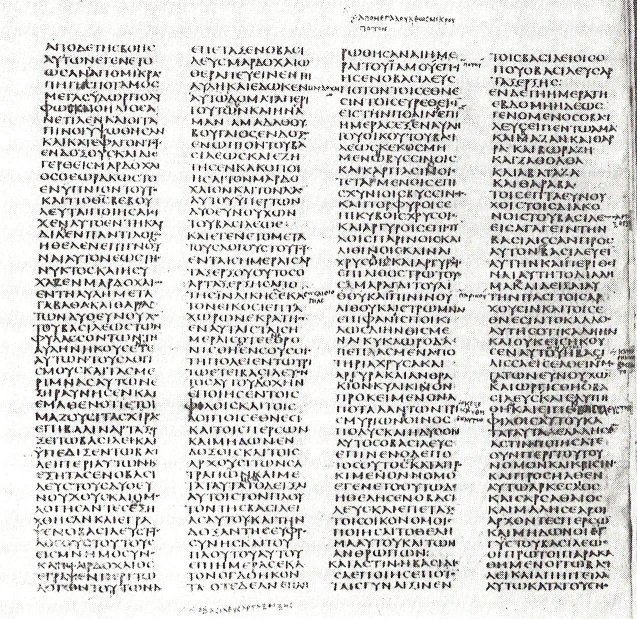
Codex Sinaiticus

Han sobrevivido a los accidentes y al desgaste de los siglos más de 2000 manuscritos de la Septuaginta. Están catalogados en las ediciones actualizadas del "Directorio de los Manuscritos Griegos del Antiguo Testamento" (Verzeichnis der griechischen Handschriften des Alten Testaments que Alfred Rahlfs publicó en 1914.
La primera lista de manuscritos de la Septuaginta fue presentada por Holmes y Parsons. Su edición finaliza con una lista completa de los manuscritos conocidos por ellos que figura en los anexos. Enumera 311 códigos (marcados con números romanos I-XIII y árabes 14-311), de los cuales los códigos se designan por su sigla I-XIII, 23, 27, 39, 43, 156, 188, 190, 258, 262.
Los códigos marcados con números romanos significan letras dadas de la A a la Z.
La lista de manuscritos de la Septuaginta según la clasificación de Alfred Rahlfs - una lista de todos los manuscritos conocidos de la Septuaginta propuesta por Alfred Rahlfs está basada en el censo de Holmes y Parsons.

### División en la clasificación por Rahlfs
La tabla de manuscritos de la Septuaginta está dividida en diez partes:
- Parte I: A-Z ( códices seleccionados en mayúscula).
- Parte II: 13-311 (numeración dada por Holmes y Parsons)
- Parte III: 312-800 (manuscritos del Antiguo Testamento, a excepción del Libro de los salmos)
- Parte IV: 801-1000 (pequeños fragmentos del Antiguo Testamento, a excepción de los Salmos)
- Parte V: 1001-1400 (salterios del siglo XII)
- Parte VI: 1401-2000 (salterios de datación incierta más recientes)
- Parte VII: 2001-3000 (pequeños fragmentos del Libro de los salmos[hasta el siglo VIII])
- Parte VIII: 3001-5000 (manuscritos del Antiguo Testamento, a excepción de los Salmos)
- Parte IX: 5001-7000 (pequeños fragmentos del Antiguo Testamento, a excepción de los Salmos)
- Parte X: 7001-xxxx (salterios)

### Abreviaturas
- Pent. - Pentateuco (Génesis - Deuteronomio)
- Hept. - Heptateuco (Génesis - Jueces)
- Oct. - Octateuco (ἡ ὀκτάτευχος = Génesis - Rut)
- IV Proph. - Cuatro libros de los Profetas Mayores.
- XII Prof. - Doce libros de los Profetas Menores.

La mayoría de los nombres de los libros no están escritos como palabras completas. Se han abreviado a partir de sus nombres en latín y pueden consultarse en el artículo Libros de la Vulgata. Ejemplo: Libro de la Sabiduría o, Sabiduría de Salomón, se abrevia como Sap.

#### Acrónimos
- EBE - Biblioteca Nacional de Grecia

#### Términos latinos
- aliquot - algunos
- catenae, catenarum (abreviado como cat.) – cadenas: comentarios de la Biblia en forma de escolios filológicos, que surgieron desde el siglo VI
- ecloge – selección (composición)
- excerpta – trozos escogidos
- graduales – los cantos de ascensión (Sal 119-133 por la numeración en los LXX)
- inter alia – entre otros
- lacunae – lagunas (palabras/líneas/páginas que faltan)
- poenitentiales: los salmos penitenciales (Sal 6, 31, 37, 50, 101, 129 y 142 por la numeración en los LXX)
- sine – sin

## Lista de manuscritos
Lista de manuscritos de la Septuaginta publicada por Bible Logos Software.
A los más famosos manuscritos se asigna una letra, por ejemplo, a los conocidos como los "Cuatro Grandes Unciales":
- A al Codex Alexandrinus
- B al Codex Vaticanus
- C al Codex Ephraemi Rescriptus
- S o א al Codex Sinaiticus

Se asigna un número a los otros.
| hasta 800 y entre 3001 y 5000 | manuscritos del Antiguo Testamento excluyendo el Libro de los salmos         |
| 801–1000 y 5001–7000          | pequeños fragmentos del Antiguo Testamento excluyendo el Libro de los salmos |
| 1001–1400                     | salterios hasta el siglo XII                                                 |
| 1401–2000                     | salterios de los siglos XIII–XVI                                             |
| 2001–3000                     | pequeños fragmentos del Libro de los salmos hasta el siglo VIII              |
| 7001 y adelante               | salterios                                                                    |

### Parte I: A-Z
| Símbolo | Nombre                    | Fecha    | Contenido | Institución         | Ciudad              | País     |
| ------- | ------------------------- | -------- | --- | ------------------- | ------------------- | -------- |
| A       | Codex Alexandrinus        | Siglo V  | el texto completo de toda la Biblia griega (según el canon alejandrino) - dejando sólo cinco fragmentos - y 3 y 4 Macabeos, las Odas de Salomón, el Salmo 151 y dos Epístolas de Clemente | BL, Royal 1 D. VIII | Londres             | R. Unido |
| B       | Codex Vaticanus           | Siglo IV | contiene Gén 46:28 a Heb 9:14 | Bib. Vat., Gr. 1209 | Ciudad del Vaticano |          |
| C       | Codex Ephraemi Rescriptus | Siglo V  | Fragmentos de Job, Pro, Ec, Ca, Sab, y Sir sobreviven; NT | BnF, Gr. 9          | París               | Francia  |